# Theodor Gröver
Theodor Gröver (* 5. Dezember 1909 in Riesenbeck; † 25. August 1975 in Hörstel) war ein deutscher SS-Untersturmführer und verurteilter Kriegsverbrecher.

## Leben
Theodor Gröver war Sohn eines Tischlermeisters. Er besuchte das Gymnasium bis zur Unterprima und anschließend arbeitete väterlichen Betrieb, bevor er eine Banklehre bei der Kreissparkasse in Ibbenbüren begann.
In seinem Heimatort führte er ab 1933 die SA und baute die örtliche Hitlerjugend auf. Im Jahre 1935 wurde er Zahlmeister bei der Wehrmacht und 1936 meldete er sich zum SD in Berlin, wo er im SD-Hauptamt eingesetzt wurde. Im Juni 1936 wurde er Mitglied der SS (SS-Nummer 280.187). Am 28. Juni 1937 beantragte er die Aufnahme in die NSDAP und wurde rückwirkend zum 1. Mai desselben Jahres aufgenommen (Mitgliedsnummer 4.583.133).
Im Jahre 1939 arbeitete er in der Verwaltung der SD-Schule in Bernau, bevor er mit der Einsatzgruppe V in Polen einmarschierte. Ab August 1940 gehörte er als Kriminalkommissar der Gestapo in Würzburg an. Im Oktober 1941 wurde er dem Einsatzkommando 6 der Einsatzgruppe C zugeteilt. In führender Stellung war er als Schütze an Judenerschießungen beteiligt. So leitete er auf Befehl Erhard Kroegers die Erschießungsaktion von 800 Patienten einer Anstalt für Geisteskranke in Igrin. Nach Verlassen des Einsatzkommando wurde er dem Kommandeur der Sicherheitspolizei und des SD (KdS) in Kiew unterstellt. Ab Sommer 1942 leitete er die Außenstelle in Uman.
Da er im Dienst öfter mit einer Trunkenheit auffiel, wurde er im Oktober 1942 nach Würzburg zurückversetzt. Das SS- und Polizeigericht in Nürnberg verurteilt ihn am 30. April 1943 wegen einer unter Trunkenheit begangenen tätlichen Beleidigung zu acht Monaten Gefängnis, die er im SS-Straflager Danzig-Matzkau absaß. Im September 1944 wurde er als SS-Sturmmann zur Waffen-SS eingezogen und geriet im Frühjahr 1945 in Garmisch-Partenkirchen in amerikanische Gefangenschaft.
Wegen seiner Zugehörigkeit zur Waffen-SS, zum SD und zur Gestapo wurde er interniert und am 7. Mai 1946 in das Internierungslager Darmstadt gebracht. In der Nacht vom 7. auf den 8. April 1947 floh er aus dem Lager. In Riesenbeck betrieb er ein ambivalentes Textilgewerbe. Vom 30. April 1962 bis zum 15. Dezember 1964 war er in Untersuchungshaft. Am 7. August 1963 wurde er vom LG Wuppertal wegen Beihilfe zum Mord an 800 Geisteskranken und zehn Juden zu fünf Jahren und sechs Monaten Zuchthaus verurteilt. Das Urteil wurde nach zwei Revisionen am 13. Dezember 1967 bestätigt.